# عبد العزيز طويلبيني
عبد العزيز طويلبيني (مواليد 16 أكتوبر 1978) هو ملاكم جزائري، مثّل بلاده في الألعاب الأولمبية الصيفية 2008.

## روابط خارجية
عبد العزيز تولبيني على موقع أوليمبيديا (الإنجليزية)